# Славейко Стрезов
Славейко (Слав) Наумов Стрезов е български военен и революционер, деец на Вътрешната македоно-одринска революционна организация.

## Биография
Славейко Стрезов е роден в Ресен, тогава в Османската империя, днес в Северна Македония. Негови братя са революционерът Петър Стрезов и офицерът Борис Стрезов. Първоначално учи в родния си град, където е ученик на Коста Николов. Стрезов е учител по професия. В 1895 година завършва с десетия випуск Солунската българска мъжка гимназия. Влиза в редиците на ВМОРО и е един от първите ѝ членове в Солун.
При избухването на Балканската война в 1912 година е доброволец в Македоно-одринското опълчение в Сборна партизанска рота на МОО.
Участва в Първата световна война като запасен подпоручик в щабната рота на Шести полк на Единадесета пехотна македонска дивизия. Славейко Стрезов умира на 23 октомври 1915 година при кървавото сражение при Криволак. Погребан е в двора на църквата „Успение Богородично“ в Ново село, Щипско заедно с останалите загинали войници. В 2010 година гробището е разкопано и тленните останки на войниците са унищожени. За бойни отличия през войната посмъртно е награден с военен орден „За храброст“, IV степен.